# Vladimir Glazov
Vladimir Glazov est un homme politique russe, ministre de l'Instruction publique du 10 avril 1904 au 18 octobre 1905.